# Cuevas de Quadiriki
Cuevas de Quadiriki (en neerlandés: Quadiriki grotten) se encuentran en el parque nacional Arikok en la isla de Aruba. Hay tres cuevas, que los turistas comúnmente explora. Las cuevas, ubicadas alto en la pared de un acantilado de piedra caliza, tienen muchos pasajes profundos. Contienen petroglifos Arahuacos. El nombre es las Cuevas Quadiriki es de origen indígena Arahuaco. Las primeras dos cámaras son húmedoas y oscuras, llenas de guano de murciélago, estalactitas y estalagmitas. La última de las tres cámaras está parcialmente iluminada en su centro por un agujero en el techo.
Las cuevas de Quadiriki se destacan por sus dos grandes cámaras en forma de cúpula que se iluminan con la luz solar a través de agujeros en el techo. La entrada a la cueva está en la base del acantilado. Esta cueva de 98 pies (30 m) de largo es también un sitio de anidación de numerosos pequeños murciélagos nocturnos, los cuales son inofensivos. Con el fin de preservar el hábitat natural de la cueva de los murciélagos para reproducirse, una de las cuevas está prohibida para los visitantes.